# Баниска
Ба̀ниска е село в Северна България, община Две могили, област Русе.

## География
Село Баниска се намира в източната част на Дунавската равнина, около 15 km на юг от общинския център град Две могили, 44 km на юг-югозапад от областния център град Русе, 30 km на запад-северозапад от град Попово и 13 km на изток от град Бяла. Разположено е в плодородната долина на течащата югоизточно и източно покрай него река Баниски Лом, която е най-важният водоизточник на селото.
Надморската височина по приблизително 3-километровото течение на реката покрай селото намалява от около 130 m до около 124 – 125 m, т.е. наклонът е около 0,2%. Земите откъм десния бряг са ниски и заливни, поради което след голямото наводнение от 1924 г. 20 – 30 семейства напускат дворовете си и там, и в ниските места покрай левия бряг на реката и се преселват на по-високи места. Надморската височина нараства на запад от реката – до около 160 m в северозападния край на селото и до около 180 – 190 m – в югозападния му край. При сградата на кметството тя е около 130 m.
Общински път свързва Баниска на запад през град Борово с първокласния Републикански път I-5 (съвпадащ с Европейски път Е85) и на север по него – с Русе, и на югоизток през селата Могилино, Цар Асен и Водица – с второкласния Републикански път II-51. Селото е свързано чрез общински пътища и с всички околни села пряко, с изключение на пътя до Копривец, който е без настилка (черен път).
Населението на село Баниска, наброявало 2345 души към 1946 г., намалява до 915 към 2018 г.
При преброяването на населението към 1 февруари 2011 г., от обща численост 1105 лица, за 528 лица е посочена принадлежност към „българска“ етническа група, за 144 – към „турска“, за 371 – към ромска, за останалите – не се самоопределят или не е даден отговор.

## История
Селото с име Ба̀ниско е преименувано на Ба̀ниска без административен акт след 1892 г.
Източно от Баниска се намира голяма селищна могила от халколита. На около 3 km южно от селото, върху хълм с триъгълна форма има останки от голяма антична крепост, а на километър североизточно от селото, в местността Юртлука – от зидове на къщи (юрти). В местността „Канарата“ са открити хидротехнически съоръжения, крепостна стена, занаятчийски работилници, следи от църковен зид, основи, вероятно от мелница, и други. В местността „Балабандере“ е открита колективна находка от 134 византийски медни монети.
Баниска е старо селище, възникнало вероятно през римската епоха. Променя няколко пъти мястото си. Времето на заселването на последното му място не е окончателно установено. С името Баниска се споменава за пръв път в турски регистър от 1430 г. Населението е смесено. След Освобождението се заселват българи и от старопланински селища – от Еленско, Габровско, Троянско и Търновско. През 1918 г. жените от Баниска вдигат бунт за наказване на виновниците за националната катастрофа.
Българско училище в селото за пръв път е открито през 1874 г. За учител е назначен даскал Панайот Стоянов от село Арбанаси, Горнооряховско, който едновременно е и бакалин. В периода на Освобождението, през 1877 г. в състава на населението на селото настъпват промени. Черкези, татари и някои турски първенци заминават с отстъпващата турска войска към Разград.
Основният поминък на населението през целия капиталистически период до 9 септември 1944 г. остава земеделието. Градинарството в Баниска е гурбетчийски поминък на част от банисчани. Обработването на земята става с дървено рало и железен лемеж, затова и добивите от единица обработваема площ са ниски. За основна теглителна сила при оранта се използват волове, биволи и отчасти коне. Първата вършачка е закупена през 1914 година от Пенчо Узунганев за 200 наполеона – 4000 лева по тогавашен курс. Населението живее в едноетажни или двуетажни къщи. Около 1934 г. влиза в изпълнение планът за улична регулация на селото. Голяма част от съществуващите улици се разширяват.
На 27 април 1950 г. е създадено Трудово кооперативно земеделско стопанство (ТКЗС) „Вълко Червенков“ – с. Баниска, Русенско. Събрани са около 1200 дка земя, колкото е тогавашния минимум за образуване на ТКЗС. През периода 1955 – 1958 година стопанството постепенно се стабилизира. Изготвен е производствен план за по-нататъшното му развитие. През 1970 година започва окрупняване на ТКЗС, а същата есен се създава АПК. Бившето ТКЗС, състоящо се от селата Баниска, Помен и Могилино се обединява с Бъзовец и Чилнов с център Баниска. Според данните за документите, съхранявани в Държавен архив Русе за периода 1990 – 1995 г., от 1990 г. стопанството в Баниска съществува като Колективно земеделско стопанство (КЗС) „Заря“ – с. Баниска, Русенско (1990 – 1995). Последните съхранявани документи на/за стопанството са от 1995 г., въз основа на което може да се предположи, че през 1995 г. то е ликвидирано.

## Обществени институции
Село Баниска към 2019 г. е център на кметство Баниска.
В село Баниска към 2019 г. има:
- действащо читалище „Никола Йонков Вапцаров 1914“;[12][13]
- действащо общинско основно училище „Христо Ботев“;[14]
- действаща детска градина „Първи юни“;[15]
- действаща само на големи религиозни празници православна църква „Света Параскева“;[16]
- пощенска станция.[17]

## Редовни събития
Всяка година има събор в последната събота и неделя на месец октомври.